# Карпатский тритон
Карпа́тский трито́н (лат. Lissotriton montandoni) — вид тритонов из рода Lissotriton отряда хвостатых земноводных. От схожих видов можно отличить по отсутствию спинного гребня. Подвидов не выделяют.

## Этимология
Латинское название вида дано в честь французского энтомолога, изучавшего фауну Румынии, Арнольда Монтандона.

## Распространение
Распространён в украинских Карпатах и прилежащих горах (Восточные Судеты). Редко встречается в Чехии, Германии, Польше, Румынии и Словакии.

## Описание

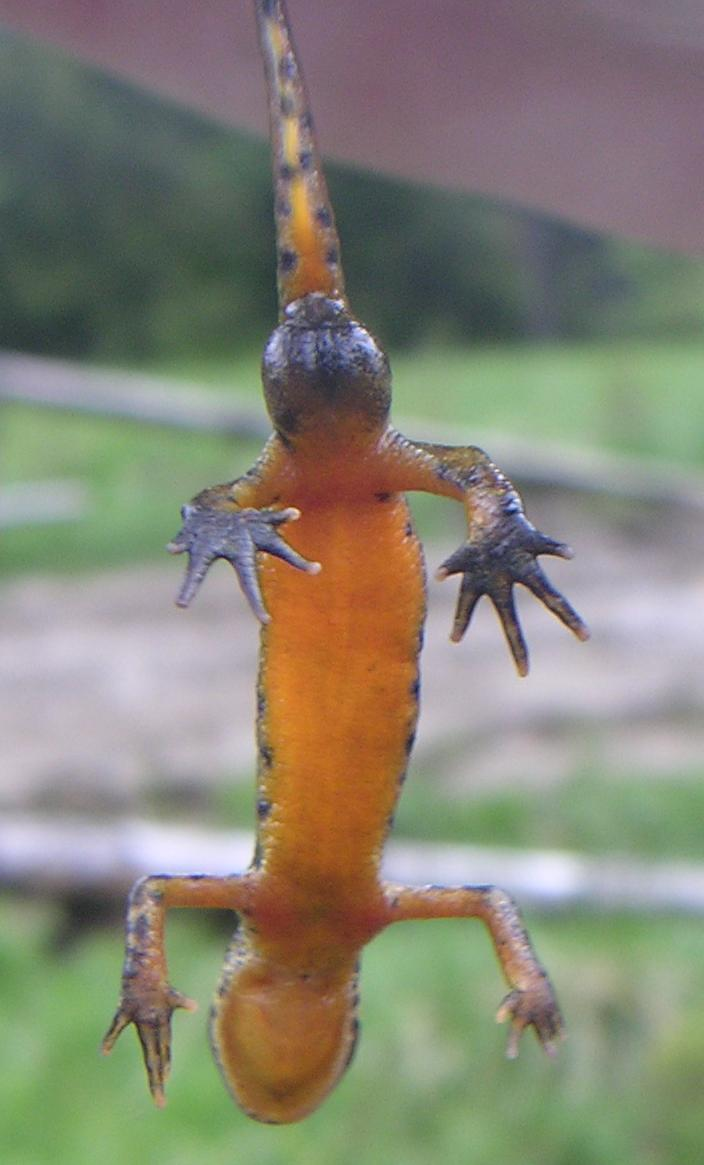
Вид со стороны брюшка

Длина тела включая хвост до 10 см, чаще около 8 см. Хвост составляет половину общей длины тела. В течение водной фазы кожа гладкая, во время пребывания на суше — мелкозернистая. Спина и бока окрашены в тусклые оттенки коричневого и оливкового цвета, присутствует рисунок из чёрных пятен и светлых продольных полос, брюшко жёлтое или оранжевое без пятен. Спинной гребень не развивается даже в период размножения. Хвост самок заметно заострён, а хвост самцов заканчивается нитевидным выростом длиной около 1 см, который увеличивается в период размножения. У самцов карпатского тритона туловище в поперечном сечении имеет почти квадратную форму.

## Жизненный цикл
Брачный период начинается в апреле. В зависимости от высоты местности над уровнем моря начало брачного периода может сдвигаться вплоть до июня. Самки откладывают до 200 икринок группами по несколько штук, заворачивая их в листья подводных растений. Выклев личинок происходит через две недели. Продолжительность метаморфоза составляет 2,5—3 месяца. Возможно неотеническое развитие.

## Образ жизни
Населяет преимущественно лесистые местности смешанного типа. В дневное время суток карпатский тритон проявляет сравнительно бо́льшую активность по сравнению с другими видами тритонов. Питается дождевыми червями, пауками и мелкими насекомыми и ракообразными, личинками комаров. Для размножения выбирает лесные водоёмы, большие лужи, водные затоны по берегам горных рек. Зимует на суше в укромных местах (в норах, под камнями).

## Охрана вида
Карпатский тритон занесён в Красную книгу Украины и отнесён ко II категории (уязвимые виды). Угрозу для существования вида представляет неконтролируемая вырубка лесов и отравление мест обитания ядохимикатами.